# Gabriel Aixemús i Folch
Gabriel Aixemús i Folch (Reus,  6 de gener de 1748 - Reus, 10 de maig de 1816) va ser un comerciant i polític català. En alguns documents, i pel fet de ser ciutadà honrat de Barcelona, se l'anomena Gabriel d'Aixemús.
Fill d'Antoni Aixemús i Morell (Reus, 1725 - 1794) i net de Francesc Aixemús i Figuerola, seguí els negocis de l'avi i del pare, i establí una societat amb Marià de Nicolau (també comerciant i ciutadà honrat reusenc) per la compra d'una barca per dedicar-se al comerç. Rovira diu que "la barca era al mateix temps, una indústria, una empresa mercantil i una companyia de transport". El 1771 es casà amb Maria Isabel Simó i Sabater, filla del ciutadà honrat de Barcelona Gabriel Simó i Miró, que li aportà un dot de 17.000 lliures. El seu germà, Felip Aixemús i Folch, també ciutadà honrat de Barcelona, es casà el mateix dia amb una altra filla de Gabriel de Simó, Rosa Simó i Sabater. Gabriel Aixemús participà en la Guerra Gran com a oficial dels Miquelets. El 1787- 88 va ser alcalde de Reus, i el 1801 i 1802 va ser síndic personer a l'ajuntament d'aquella ciutat. Un fill seu, Francesc d'Aixemús i Simó, va ocupar càrrecs a l'ajuntament de Reus, i el seu net Antoni d'Aixemús i Baldrich, també en va ser alcalde.